# Tusciano (assessor)
Tusciano (em latim: Tuscianus) foi um oficial romano do século IV, ativo durante o reinado do imperador Constâncio II (r. 337–361). Segundo o sofista Libânio, era um homem pobre com família. Aparece pela primeira vez em 357, quando estava na Frígia, onde aparentemente tinha algum posto do qual não tirou vantagem. Depois, foi convocado pelo prefeito pretoriano da Ilíria Anatólio para ser seu assessor. Nessa função, foi enviado a Antioquia para tratar de assuntos irrelevantes no inverno de 357-358, quando recebeu uma carta imperial que lhe conferiu um aumento em seu pagamento e prospectos de promoção. Em 358, Libânio pediu que Anatólio desse-lhe um ofício maior. Nesse mesmo ano, Tusciano retornou para Anatólio na Panônia e no caminho entregou cartas na Cilícia e Bitínia.